# العلاقات المغربية المالية
العلاقات المغربية المالية، تشير إلى العلاقات الثنائية بين كل من المملكة المغربية وجمهورية مالي.

## تاريخ
- عام 2013: قام الملك محمد السادس بإعطاء تعليماته السامية من أجل إقامة مستشفى عسكري ميداني في باماكو عاصمة مالي، وكذا من أجل إرسال مساعدات إنسانية إلى الشعب المالي الشقيق. وتتضمن هذه المساعدات مستشفى عسكريا ميداني مفتوح في وجه كل السكان، ومزود بعدة وحدات متخصصة، وكذا كمية مهمة من الأدوية. وقد قام المستشفى الميداني العسكري المغربي بتقديم خدماته لمدة ثلاثة أشهر. وقد أشرف على تأمين الخدمات بهذا المستشفى طاقم من 106 شخصا من ضمنهم أطباء أخصائيون وممرضون وفريق للدعم والمواكبة، حيث تمكن الفريق الطبي العامل بالمستشفى من إنجاز 52 ألف و 600 خدمة طبية من مختلف التخصصات.[1]
- في 6 يوليوز 2020: عين الملك محمد السادس، سفيراً جديداً في مالي وهو ادريس اصباين.[2]

- غشت 2025، أصدرت حكومة جمهورية مالي بيانًا تؤكد فيه الإفراج عن أربعة سائقين مغاربة، تم اختطافهم يوم 18 يناير 2025 شمال شرق بوركينا فاسو بالقرب من الحدود مع النيجر.  [3] [4] [5]وأوضح البيان الصادر يوم الإثنين 4 غشت 2025، أن السائقين المغاربة كانوا محتجزين لدى جماعة "الدولة الإسلامية في ولاية الساحل"، وهي فرع من تنظيم "داعش" بالمنطقة. [6] [7]وجاءت عملية الإفراج نتيجة تنسيق محكم وجهود مشتركة بين الوكالة الوطنية لأمن الدولة بمالي والمديرية العامة للدراسات والمستندات بالمغرب، "لادجيد"، حيث استمرت التحقيقات والمتابعة منذ لحظات الاختطاف الأولى، وتمت العملية مساء الأحد 3 غشت 2025 بنجاح، ليعود السائقون المغاربة سالمين.[8] [9] [10]

- في فبراير 2024، في خطوة تعزز الشراكة الاقتصادية بين المغرب ومالي، تم وضع حجر الأساس لمصنع للإسمنت في منطقة ساساكو بأقصى جنوب مالي، وذلك بتكلفة تقدر بنحو 30 مليار فرنك غرب إفريقي، بحضور وزير الصناعة والتجارة المالي.

يعتبر هذا المصنع نتيجة للشراكة بين الحكومة المالية والمجموعة المغربية “سيماف”، ومن المتوقع أن يكون جاهزًا للعمل خلال 24 شهرًا القادمة، بطاقة إنتاجية تبلغ مليون طن سنويًا، مع توسع خطط الإنتاج المستقبلية لتصل إلى مليوني طن سنويًا.
يتميز الموقع الاستراتيجي للمشروع بقربه من الحدود مع بوركينا فاسو، مما يسهل عملية التوزيع في المنطقة، ويسهم في توفير فرص عمل مباشرة وغير مباشرة لمواطني مالي.
وبحسب وزير الصناعة والتجارة المالي، يعتبر هذا المشروع جزءًا من التزامات الحكومة المالية تجاه المواطنين، ويسهم في تعزيز التنمية الصناعية وتحقيق السيادة الوطنية.
هذه الخطوة تأتي في سياق العلاقات المتزايدة بين المغرب ومالي، وتعكس الجهود المبذولة لتعزيز التعاون الاقتصادي بين البلدين، خاصة بعد دعوة المغرب لدول الساحل للوصول إلى المحيط الأطلسي عبر سواحله الجنوبية، مما يعزز التكامل الاقتصادي والتجاري بين الدول الإفريقية.

## أحداث
في عام 2021، تم قتل سائقين مغربيين يقودان شاحنتين تحملان ترقيماً مغربيا في مالي، وقد هددت جمعيات النقل المغربية بقطع العلاقات مع الدول الإفريقية في حال عدم توفير الأمن للسائقين المغاربة وإستمرار إستهدافهم من طرف مجهوليين.